# Keanin Ayer
Keanin Ayer Boya (Eldorado Park, 21 aprile 2000) è un calciatore sudafricano, centrocampista del Siwelele.

## Carriera
Cresciuto nel settore giovanile della Right to Dream Academy, nel 2018 approda in Europa firmando con il Varberg; debutta fra i professionisti il 22 agosto 2018 in occasione dell'incontro di Svenska Cupen vinto 6-0 contro il Karlskrona AIF. Nel corso della Superettan 2019 contribuisce con 29 presenze e 2 gol al raggiungimento della prima promozione in Allsvenskan nella storia del club. Nella massima serie svedese disputa 23 incontri nell'Allsvenskan 2020 e solo 3 nell'Allsvenskan 2021, complice un infortunio al ginocchio. Nel dicembre 2021 lascia la squadra rifiutando la proposta di rinnovo, vista anche la divergenza di vedute con il tecnico Joakim Persson che lo schierava principalmente da ala mentre il giocatore voleva essere utilizzato da centrocampista centrale.
A partire dal gennaio 2022 diventa ufficialmente un giocatore della squadra norvegese del Sandefjord a fronte della firma di un contratto triennale.
Il 31 gennaio 2024 è passato ai danesi del Næstved.

## Statistiche

### Presenze e reti nei club
Statistiche aggiornate al 1º febbraio 2024.
| Stagione          | Squadra           | Campionato        | Campionato | Campionato | Coppe nazionali | Coppe nazionali | Coppe nazionali | Coppe continentali | Coppe continentali | Coppe continentali | Altre coppe | Altre coppe | Altre coppe | Totale | Totale |
| Stagione          | Squadra           | Comp              | Pres       | Reti       | Comp            | Pres            | Reti            | Comp               | Pres               | Reti               | Comp        | Pres        | Reti        | Pres   | Reti   |
| ----------------- | ----------------- | ----------------- | ---------- | ---------- | --------------- | --------------- | --------------- | ------------------ | ------------------ | ------------------ | ----------- | ----------- | ----------- | ------ | ------ |
| 2018              | Varberg           | S1                | 8+1        | 0          | CS              | 3               | 0               |                    | -                  | -                  |             | -           | -           | 12     | 0      |
| 2019              | Varberg           | S1                | 29         | 2          | CS              | 3               | 0               |                    | -                  | -                  |             | -           | -           | 32     | 2      |
| 2020              | Varberg           | A                 | 23         | 1          | CS              | 1               | 0               |                    | -                  | -                  |             | -           | -           | 24     | 1      |
| 2021              | Varberg           | A                 | 3          | 0          | CS              | 1               | 1               |                    | -                  | -                  |             | -           | -           | 4      | 1      |
| Totale Varberg    | Totale Varberg    | Totale Varberg    | 64         | 3          |                 | 8               | 1               |                    | -                  | -                  |             | -           | -           | 72     | 4      |
| 2022              | Sandefjord        | ES                | 18         | 3          | CN              | 3               | 1               | -                  | -                  | -                  | -           | -           | -           | 21     | 4      |
| 2023              | Sandefjord        | ES                | 24         | 1          | CN              | 1               | 0               | -                  | -                  | -                  | -           | -           | -           | 25     | 1      |
| Totale Sandefjord | Totale Sandefjord | Totale Sandefjord | 42         | 4          |                 | 4               | 1               |                    | -                  | -                  |             | -           | -           | 46     | 5      |
| gen.-giu. 2024    | Næstved           | 1D                | 0          | 0          | CD              | -               | -               | -                  | -                  | -                  | -           | -           | -           | 0      | 0      |
| Totale carriera   | Totale carriera   | Totale carriera   | 106        | 7          |                 | 12              | 2               |                    | -                  | -                  |             | -           | -           | 118    | 9      |